# Cornus capitata
Дерен головчастий (Cornus capitata)— вид квіткових рослин з родини деренових (Cornaceae).

## Біоморфологічна характеристика
Це вічнозелене дерево чи кущ 3–15(20) метрів заввишки. Кора коричнева або чорнувато-сіра. Молоді гілки сірувато-зелені, запушені білими притиснутими трихомами; старі гілки сірувато-коричневі, майже голі. Листкова пластинка сірувато-зелена з обох поверхонь, вузькоеліптична або видовжено-ланцетна, 5–12 × 2–3.5(4) см, абаксіально (низ) густо запушена товстими білими притиснутими трихомами, верхівка від загостреної до короткохвостатої. Суцвіття кулясті, ≈ 1.2 см у діаметрі, 50–100-квіткові. Пелюстки довгасті, 3–4 мм. Складний плід стиснуто чи майже кулястий, 15–25 мм у діаметрі, запушений дрібними білими трихомами, у зрілості пурпурно-червоний. Цвітіння: травень — липень; плодіння: вересень — листопад.

## Поширення
Росте в Азії: Непал, Пакистан, Тибет, Індія, Китай, В'єтнам, Лаос, М'янма. Населяє вічнозелені та змішані ліси.

## Використання
Стиглі солодкі плоди їстівні, кора використовується в медицині, а гілки і листя — для дубильних речовин.

## Галерея

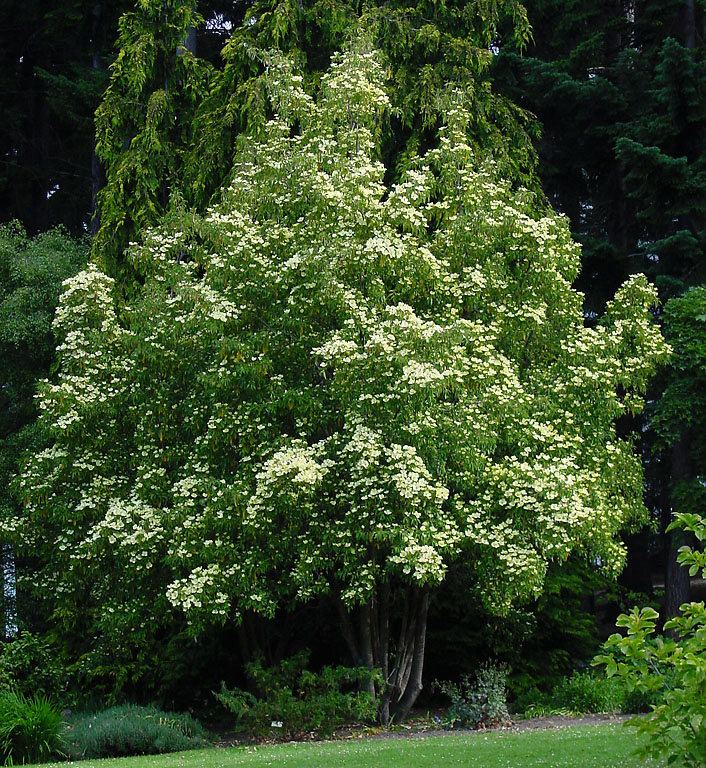
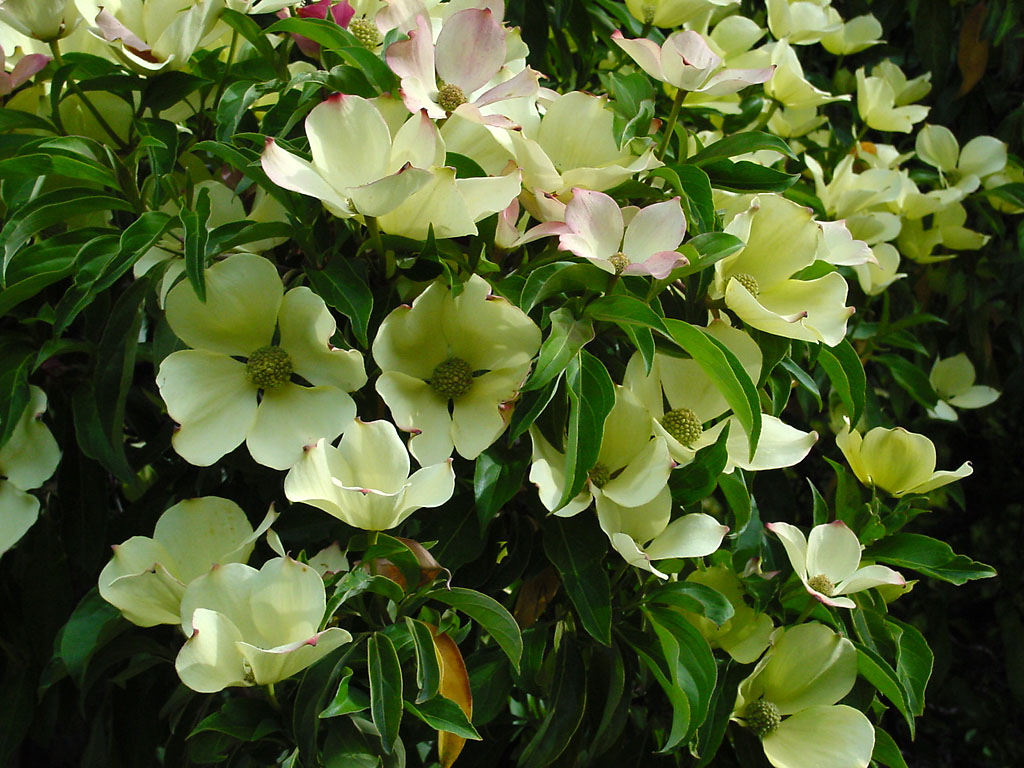
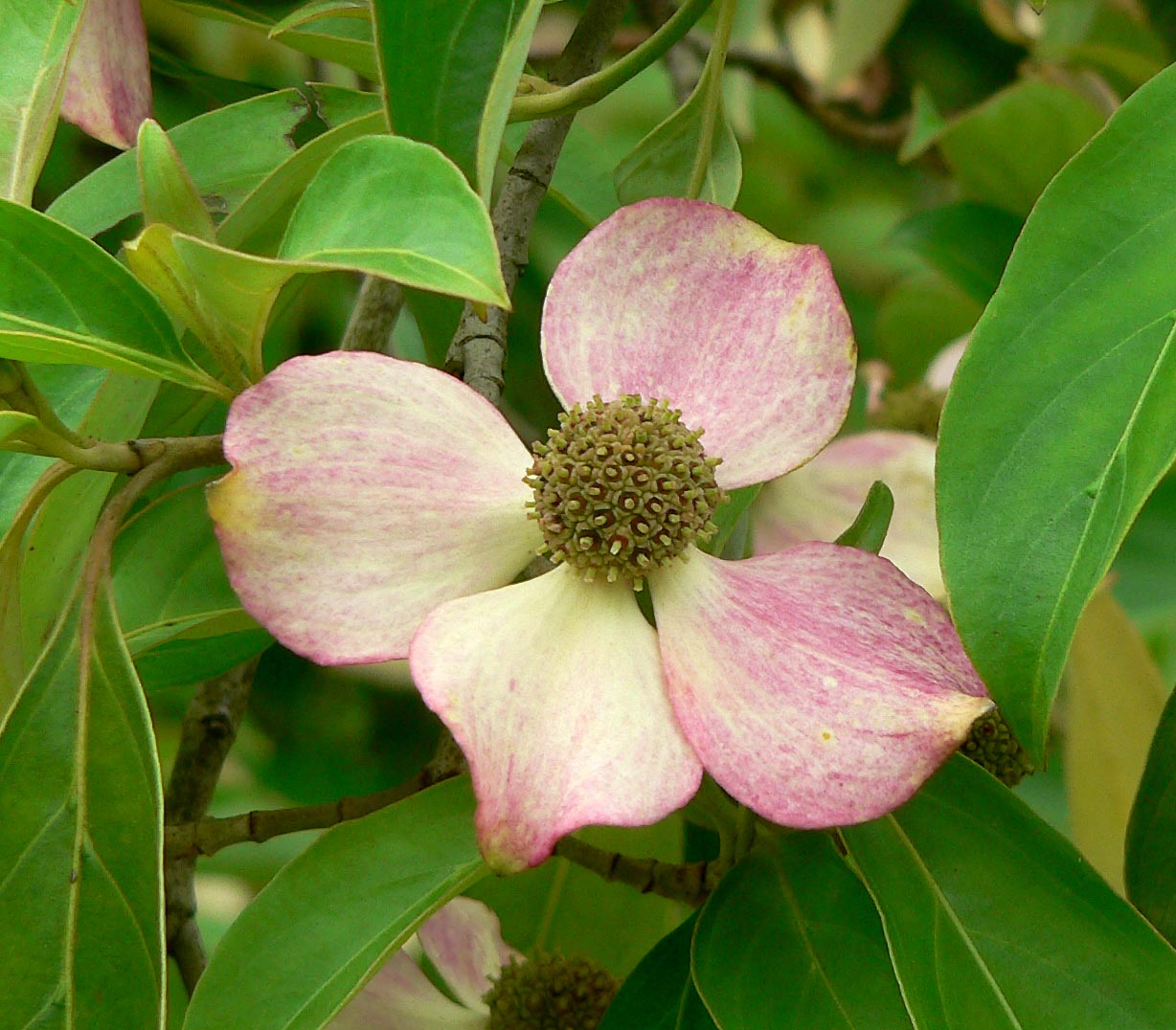
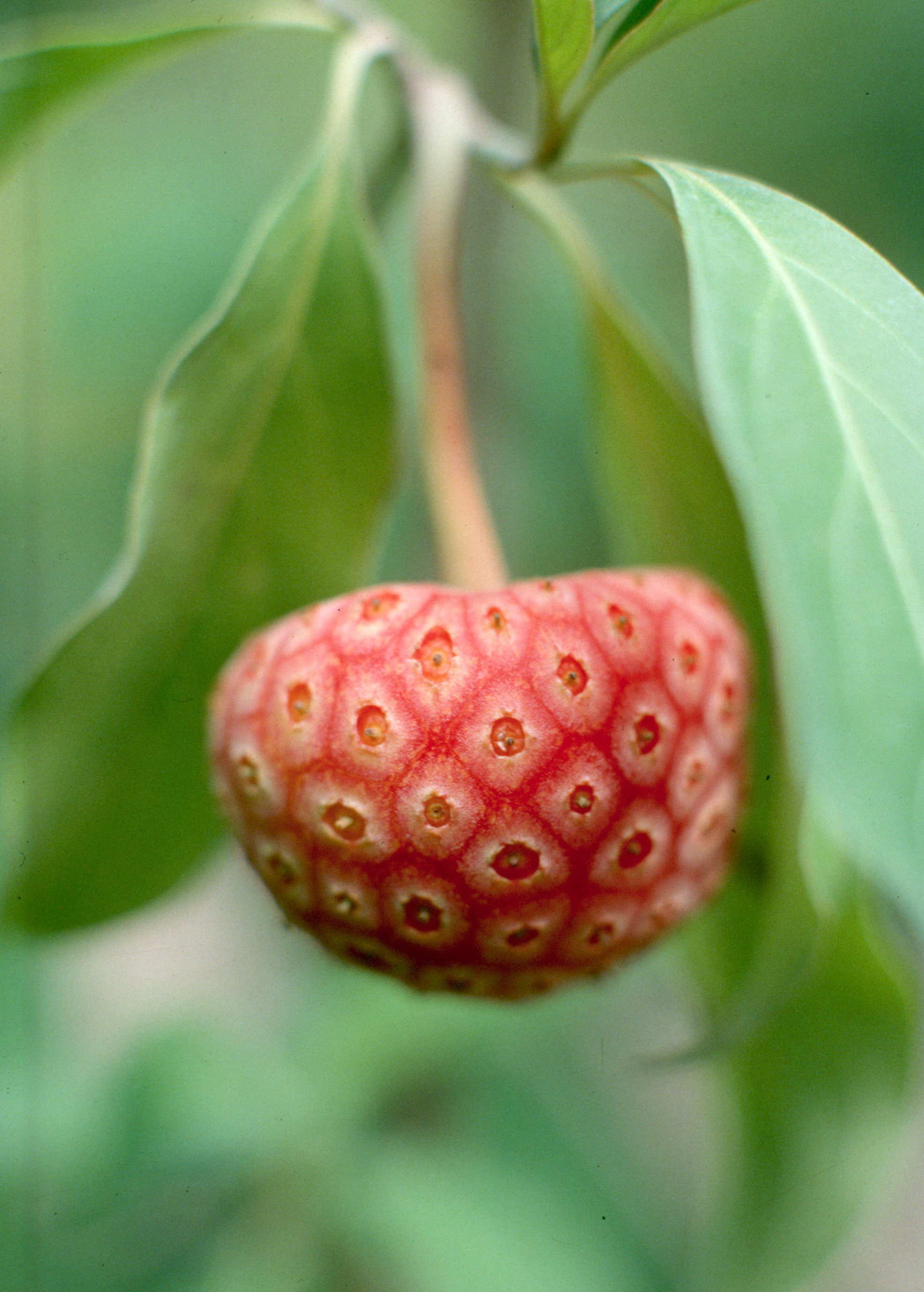